# Jatxou
Jatxou é uma comuna francesa na região administrativa da Nova Aquitânia, no departamento dos Pirenéus Atlânticos. Estende-se por uma área de 14,09 km². Em 2010 a comuna tinha 1 193 habitantes (densidade: 84,7 hab./km²).